# Pseudapis fayumensis
Pseudapis fayumensis là một loài Hymenoptera trong họ Halictidae. Loài này được Baker mô tả khoa học năm 2002.